# 飛魚服
飛魚服是明朝的皇帝賞賜給臣子的一種服飾，服飾上繡有類似蟒的飛魚，所以得名飛魚服。飛魚服是僅次於蟒服的尊貴服飾。該服飾首次出現於明朝正德年間。